# Andrew G. Lyne
Pour les articles homonymes, voir Lyne.
Andrew Lyne est un astronome britannique né en 1942 spécialisé dans l'étude des pulsars. Il est professeur à l'Université de Manchester et directeur de l'observatoire de Jodrell Bank. Actif dans le domaine des pulsars dès le début des années 1970, il a suivi toute l'évolution de la recherche sur ces objets depuis ses débuts. Il a été impliqué dans la recherche et la découverte de nombreux pulsars. Membre de très nombreuses collaborations scientifiques, il a cosigné plus de 500 articles parus dans des journaux scientifiques à comité de lecture.
En 1990 il a écrit avec Francis Graham Smith un livre devenu un grand classique du genre, Pulsar astronomy. Ce livre a été réédité et mis à jour en 1998 puis 2006.

## Quelques travaux
Andrew Lyne a participé à un très grand nombre de relevés visant à recenser les pulsars. Il a en particulier pris part à la réalisation en 1993 du premier grand catalogue de pulsars, en collaboration avec Joseph Hooton Taylor et Richard N. Manchester.
En 1987, il annonce la première découverte d'un pulsar dans un amas globulaire (le pulsar milliseconde PSR B1821-24 dans M28, confirmant ainsi l'idée que les pulsars milliseconde acquièrent leur très grande vitesse de rotation par suite d'accrétion de matière. Il a découvert de nombreux autres pulsars dans des amas globulaires, en particulier 47 Tucanae, doublant quasiment à l'époque le nombre de pulsars connus dans ces amas.
Andrew Lyne est également connu pour avoir annoncé en 1991 la découverte d'une planète orbitant autour d'un pulsar, PSR B1829-10, ce qui en faisait alors la première planète extrasolaire détectée. Cette annonce fut démentie quelque temps après, la découverte étant en réalité un artéfact dû à la rotation de la Terre autour du Soleil. À ce sujet, Andrew Lyne avait d'ailleurs fait le commentaire prophétique : « Il s'agit soit d'une planète, soit d'une anomalie dans les données, soit d'une erreur »[réf. nécessaire]. De façon curieuse, c'est autour d'un autre pulsar (PSR B1257+12) que fut finalement découverte par Alexander Wolszczan la première planète extrasolaire l'année suivante.
En 2004, il a contribué à la découverte de PSR J0737-3039, le premier pulsar double découvert, offrant une nouvelle fenêtre de tests de la relativité générale.
Plusieurs autres pulsars notables ont été découverts par des équipes dont Andrew Lyne faisait partie, comme PSR B1259-63, qui s'avère être une binaire à éclipses à forte excentricité orbitale, PSR J1119-6127 un des pulsars les plus jeunes de notre Galaxie, PSR J1748-2446ad, situé dans l'amas globulaire Terzan 5, le premier pulsar découvert dans cet amas et le second pulsar formant une binaire à éclipses découvert, ainsi que PSR J0437-4715, le pulsar milliseconde le plus proche de la Terre.
Il a également mesuré l'indice de freinage du Pulsar de Vela, tâche rendue difficile par les nombreuses irrégularités de la période de rotation de celui-ci (les glitches), ainsi que la dérivée troisième de la période de rotation de PSR B1509-58. Il a également établi que PSR B1055-52 était un pulsar gamma.